# Wolfgang Völz
Wolfgang Otto Völz (Danzica, 16 agosto 1930 – Berlino, 2 maggio 2018) è stato un attore e doppiatore tedesco.

## Filmografia parziale

### Attore
Cinema
- Operazione walkiria (Der 20. Juli), regia di Falk Harnack (1955)
- Vedova per una notte (Charleys Tante), regia di Hans Quest (1956)
- Kitty (Kitty und die große Welt), regia di Alfred Weidenmann (1956)
- Stanza blindata 713 (Banktresor 713), regia di Werner Klingler (1957)
- Missione diabolica (Der Fuchs von Paris), regia di Paul May (1957)
- L'arciere verde (Der grüne Bogenschütze), regia di Jürgen Roland (1961)
- Assassino nella nebbia (Nebelmörder), regia di Eugen York (1964)
- Emil e i detectives (Emil and the Detectives), regia di Peter Tewksbury (1964)
- Exploit bella sexy e... ladra (Lange Beine - lange Finger), regia di Alfred Vohrer (1966)
- Funerale a Berlino (Funeral in Berlin), regia di Guy Hamilton (1966)
- La 25ª ora (La vingt-cinquième heure), regia di Henri Verneuil (1967)
- Pippi Calzelunghe e i pirati di Taka-Tuka (Pippi Långstrump på de sju haven), regia di Olle Hellbom (1970)
- Unser Willi ist der Beste, regia di Werner Jacobs (1971)
- Meister Eder und sein Pumuckl, regia di Ulrich König (1982)
- Pumuckl und der blaue Klabauter, regia di Alfred Deutsch e Horst Schier (1994)
- Der Einstein des Sex, regia di Rosa von Praunheim (1999)
- Der Wixxer, regia di Tobi Baumann (2004)
- Uibu - Fantasmino fifone (Hui Buh: Das Schlossgespenst), regia di Sebastian Niemann (2006)
- Rudy maialino dispettoso 2 (Rennschwein Rudi Rüssel 2 - Rudi rennt wieder!), regia di Peter Timm (2007)
- Neues vom Wixxer, regia di Cyrill Boss e Philipp Stennert (2007)
- Vollidiot, regia di Tobi Baumann (2007)
- Tesoro, sono un killer (Mord ist mein Geschäft, Liebling), regia di Sebastian Niemann (2009)

Televisione
- Le fantastiche avventure dell'astronave Orion (Raumpatrouille - Die phantastischen Abenteuer des Raumschiffes Orion) - serie TV, 7 episodi (1966)
- Graf Yoster gibt sich die Ehre - serie TV, 62 episodi (1967-1977)
- Ein verrücktes Paar - serie TV, 7 episodi (1978-1980)
- Unternehmen Köpenick - serie TV, 6 episodi (1986)
- Ein Heim für Tiere - serie TV, 24 episodi (1987-1992)
- Blankenese - serie TV, 25 episodi (1994)
- Zum Stanglwirt - serie TV, 21 episodi (1993-1997)
- Der Schrei des Schmetterlings - film TV (1999)

### Doppiatore
- Die Sendung mit der Maus - serie TV (1971)
- Summertime Blues: Lemon Popsicle VIII (1988)
- Asterix e la grande guerra (Astérix et le coup du menhir) (1989)
- Mortadello e Polpetta: la coppia che scoppia (Mortadelo y Filemón) - serie TV (1994)
- Asterix & Obelix contro Cesare (Astérix & Obélix contre César) (1999)
- Tobias Totz und sein Löwe (1999)
- Käpt'n Blaubär - Der Film (1999)
- Käpt'n Blaubärs Seemannsgarn - serie TV (1990-1999)
- Piuma, il piccolo orsetto polare (Der kleine Eisbär) (2001)
- Momo alla conquista del tempo - versione tedesca (2001)
- Der kleine Eisbär - Neue Abenteuer, neue Freunde 2 (2003)
- Nel magico mondo di Gaya (Back to Gaya) (2004)
- L'incredibile avventura del principe Schiaccianoci (The Nutcracker and the Mouseking) (2004)
- Impy e il mistero dell'isola magica (Urmel aus dem Eis) (2006)
- Impy Superstar - Missione Luna Park (Urmel voll in Fahrt) (2008)